# Lisna Dacza
Lisna Dacza (ukr. Лісна Дача) – osiedle na Ukrainie, w obwodzie ługańskim, w rejonie siewierodonieckim. W 2001 liczyło 23 mieszkańców.